# Litteraturåret 1951

## Händelser

### Okänt datum
- Den litterära Metamorfosgruppen bildas i Stockholm.

## Priser och utmärkelser
- Nobelpriset – Pär Lagerkvist, Sverige[1]
- Bellmanpriset – Harry Martinson
- BMF-plaketten – Pär Lagerkvist för Barabbas
- De Nios Stora Pris – Gunnar Ekelöf och Lucien Maury
- Doblougska priset – Eyvind Johnson, Sverige och Arnulf Øverland, Norge
- Eckersteinska litteraturpriset – Hans Peterson
- Kungliga priset – Ragnar Josephson
- Prix littéraire Prince Pierre[2]
- Svenska Dagbladets litteraturpris – Willy Kyrklund, Staffan Larsson, Per Anders Fogelström och Viveca Hollmerus
- Tidningen Vi:s litteraturpris – Erik Asklund, Elsa Grave och John Karlzén
- Övralidspriset – Johannes Edfelt

## Nya böcker

### A – G
- Analfabeten av Ivar Lo-Johansson
- Avskedsövning av Elsa Grave
- Bergspredikan av Folke Fridell
- Caspian, prins av Narnia av C S Lewis
- Den heliga natten av Hjalmar Gullberg
- Dikter av Vilhelm Ekelund (postumt)
- En flicka kom till Bagdad av Agatha Christie
- Der Fragebogen av Ernst von Salomon
- Gröna kransar och röda band av Emil Hagström
- Guld och mjöl av Gustav Hedenvind-Eriksson
- Gästabudet av Gustav Hedenvind-Eriksson
- Mormon Boy av Erik Asklund

### H – N
- Historien om någon av Åke Löfgren och Egon Möller-Nielsen
- Husaren på taket av Jean Giono
- Jag vill också gå i skolan av Astrid Lindgren[3]
- Kvirre och Hoppsan debutbok av Ester Ringnér-Lundgren
- Lars Hård går vidare av Jan Fridegård
- Loggbok från Cortez hav av John Steinbeck
- Lägg undan solen av Eyvind Johnson
- Mellan två världar av Robert A. Heinlein
- Mästerdetektiven Blomkvist lever farligt av Astrid Lindgren[4]

### O – U
- Om hösten av Gunnar Ekelöf
- Räddaren i nöden av J.D. Salinger
- Röd skjorta av Erik Asklund
- Slutet på historien av Graham Greene
- Solange av Willy Kyrklund
- Sommaren med Monika av Per Anders Fogelström
- Stampen av Gösta Gustaf-Janson
- Die Strudlhofstiege av Heimito von Doderer
- Ung man med manifest av Lars Ahlin
- Ur de älskandes liv, novellsamling av Birgitta Trotzig

### V – Ö
- Vinterresa av Folke Isaksson (debut)

## Födda
- 5 maj – Niki Loong, svensk kulturarbetare, författare och konstnär.
- 14 maj – Anders Paulrud, svensk författare.
- 3 juni – Åsa Nelvin, svensk författare.
- 11 juni – Jan Modin, svensk skådespelare, teaterregissör och författare.
- 20 juni – Paul Muldoon, nordirländsk poet.
- 27 juli – Robert Kangas, svensk författare.
- 1 september – Salim Barakat, kurdisk-syrisk författare.
- 18 september – Dee Dee Ramone, amerikansk musiker och författare.
- 24 september – Åke Lundgren, svensk författare.
- 26 november – Bruno K. Öijer, svensk författare.
- 7 december – Nathan Shachar, svensk journalist och författare.
- 10 december – Per Holmer, svensk författare och översättare.
- 26 december – Per Gustavsson, svensk författare.
- 27 december – Mats Miljand, svensk författare och departementsråd.

## Avlidna
- 6 januari – Maila Talvio, 79, finländsk författare.
- 10 januari – Sinclair Lewis, 65, amerikansk författare, nobelpristagare 1930.
- 13 februari – Lloyd C. Douglas, 73, amerikansk författare.
- 19 februari – André Gide, 81, fransk författare, nobelpristagare 1947.
- 17 september – Tyra Kleen, 77, svensk konstnär och författare.

### Fotnoter
1. ↑  ”Nobelpriset i litteratur”. https://www.nobelprize.org/prizes/lists/all-nobel-prizes-in-literature/. Läst 20 mars 2011.
2. ↑  ”Winner 1951” (på engelska). La Fondation Prince Pierre. https://www.fondationprincepierre.mc/en/literature/prize/the-literary-prize/1951.
3. ↑  ”Astrid Lindgren”. http://www.astridlindgren.se/verken/bocker/bilderbocker. Läst 21 mars 2011.
4. ↑  ”Astrid Lindgren”. http://www.astridlindgren.se/verken/bocker/textbocker. Läst 21 mars 2011.